# Sweet Nothing (pjesma Taylor Swift)
"Sweet Nothing" je pjesma američke kantautorice Taylor Swift s njenog desetog studijskog albuma, Midnights (2022.). Swift je napisala pjesmu s Joeom Alwynom, koji je zaslužan pod pseudonimom William Bowery, a producirala ju je s Jackom Antonoffom. Balada predvođena električnim klavirom, "Sweet Nothing" ima nježnu produkciju koja podsjeća na balade iz 1970-ih. Prate ga naglasci saksofona i klarineta. Stihovi govore o tome kako pripovjedačica cijeni svog ljubavnika zbog njegove umirujuće prisutnosti i jednostavnih gesta usred kaosa vanjskog svijeta.
U recenzijama Midnightsa, glazbeni kritičari pohvalili su intimne tekstove, ranjive osjećaje i nježnu produkciju pjesme "Sweet Nothing"; neki su je odabrali kao jednu od najboljih pjesama na albumu. Esquire ju je uvrstio među najbolje pjesme 2022. Komercijalno gledano, "Sweet Nothing" je dosegla 14. mjesto na Billboard Global 200 i među 40 najboljih na ljestvicama singlova u Australiji, Kanadi, Filipinima, Portugalu, Singapuru, Sjedinjenim Državama i Vijetnam.

## Pozadina
Američka kantautorica Taylor Swift najavila je svoj deseti studijski album na dodjeli MTV Video Music Awards 2022. 28. kolovoza 2022. Kasnije je otkrila naziv albuma, Midnights, i naslovnicu albuma na društvenim mrežama, ali popis pjesama nije odmah otkriven.
21. rujna 2022., točno mjesec dana prije izlaska albuma, Swift je na platformi društvenih medija TikTok najavila kratku seriju od trinaest epizoda pod nazivom Midnights Mayhem with Me. Svrha serije je objaviti naslov pjesme svake epizode kotrljanjem lutrijskog kaveza koji sadrži trinaest ping pong loptica označenih brojevima od jedan do trinaest; svaka kuglica predstavlja stazu. 
U dvanaestoj epizodi otkrila je "Sweet Nothing" kao dvanaestu pjesmu albuma. Midnights je izdao Republic Records, a "Sweet Nothing" pojavljuje se kao pjesma broj 12. Engleski glumac Joe Alwyn napisao je i producirao pjesme pod pseudonimom William Bowery sa Swift na njezinim studijskim albumima iz 2020., Folklore i Evermore. Opet je pisao sa Swift i pod istim pseudonimom je zaslužan kao koscenarist za "Sweet Nothing". Jack Antonoff, dugogodišnji suradnik koji je producirao Swiftine albume od njenog petog, 1989 (2014.), potvrđen je kao producent na Midnightsu videom postavljenim na Swiftin Instagram račun 16. rujna, pod nazivom "The Making of Midnights". "Piano remix" pjesme uključen je u CD Deluxe izdanje Midnightsa pod nazivom Lavender Edition. "Sweet Nothing" je imao svoj prvi nastup uživo 24. kolovoza 2023., na prvom međunarodnom nastupu "The Eras Tour" u Mexico Cityju.

## Tekstovi
"Sweet Nothing" nježna je balada koja podsjeća na pjesme iz sedamdesetih godina prošlog stoljeća. Njegov akustični aranžman izdvaja ga od albuma koji je bogat sintima. Pjesma je vođena električnim klavirom i sadrži naglaske saksofona i klarineta koji pred kraj imaju krešendo. Naslov upućuje na izraz "sweet nothings", koji označava beznačajne romantične geste namijenjene samo laskanju ili zavođenju. U stihovima, pripovjedačica cijeni svog ljubavnika jer ne očekuje ništa od nje i opisuje ga kao smirenu i pouzdanu prisutnost usred kaotičnog vanjskog svijeta. S njim se osjeća kao kod kuće: "u kuhinji si i pjevušiš"; ovaj tekst evocira slike intimnosti para unutar kuhinjskog okruženja na nekim od Swiftinih prošlih pjesama kao što su "All Too Well" (2012.) i "Cornelia Street" (2019.). Prisjeća se kako je on cijeni: "Na putu kući / napisala sam pjesmu / kažeš kakav um." Stihovi, "remetitelji industrije i dekonstruktori duša / I lagodni trgovci koji se veselo šalju jedni drugima", aludiraju na Swiftinu borbu sa svojom slavom i slavom. Pripovjedačica izražava svoju ranjivost i priznaje svom ljubavniku: "Preblaga sam za sve to". Neki su kritičari komentirali da je pjesma strukturirana slično dječjoj pjesmici.

## Zasluge
- Taylor Swift – vokal, pisanje pjesama, produkcija
- William Bowery – autor pjesama
- Jack Antonoff – produkcija, inženjering, programiranje, bubnjevi, udaraljke, Moog, Juno 6, modularni synth, Prophet 5, klavir, snimanje
- Evan Smith – inženjerstvo, orgulje, saksofon, flauta, klarinet
- Megan Searl – inženjerska pomoć
- John Sher – inženjerska pomoć
- John Rooney – inženjerska pomoć
- Serban Ghenea – miksanje
- Bryce Bordone – pomoć u miksanju
- Randy Merrill – mastering
- Laura Sisk – inženjering, snimanje

## Ljestvice
| Ljestvice              | Najviša pozicija |
| ---------------------- | ---------------- |
| Australija             | 14               |
| Češka                  | 66               |
| Filipini               | 12               |
| Kanada                 | 15               |
| Litva                  | 72               |
| Malezija               | 16               |
| Portugal               | 34               |
| Singapur               | 15               |
| SAD                    | 15               |
| Slovačka               | 78               |
| Španjolska             | 89               |
| Švedska                | 59               |
| Švicarska              | 70               |
| Ujedinjeno Kraljevstvo | 18               |
| Vijetnam               | 27               |